# Hárshegyi Frigyes (bankár)
Hárshegyi Frigyes (Budapest, 1946. október 4. –) magyar jogász, bankár.
Jogi diplomáját 1974-ben szerezte a József Attila Tudományegyetemen. 1965-96 között a Magyar Nemzeti Banknál dolgozott, 1982-85 között ügyvezető igazgatóhelyettes, 1990–1996 között alelnök és a Jegybanktanács tagja. Később a CIB Banknál, majd vállalkozóként dolgozott. 2005 óta az OTP Bank Romania vezérigazgatója.